# Sthenolepis magellanica
Sthenolepis magellanica är en ringmaskart som först beskrevs av McIntosh 1885.  Sthenolepis magellanica ingår i släktet Sthenolepis och familjen Sigalionidae.
Artens utbredningsområde är havet kring Nya Zeeland. Inga underarter finns listade i Catalogue of Life.